# Iunie 2015
Acest articol este generat integral pe baza informațiilor din articolul 2015 și este actualizat periodic de un robot.
 Editările făcute în articol vor fi șterse la următoarea actualizare! Dacă doriți să faceți modificări, editați articolul-sursă.

ianuarie -
februarie -
martie -
aprilie -
mai -
iunie -
iulie -
august -
septembrie -
octombrie -
noiembrie -
decembrie
Iunie 2015 a fost a șasea lună a anului și a început într-o zi de luni.

## Evenimente

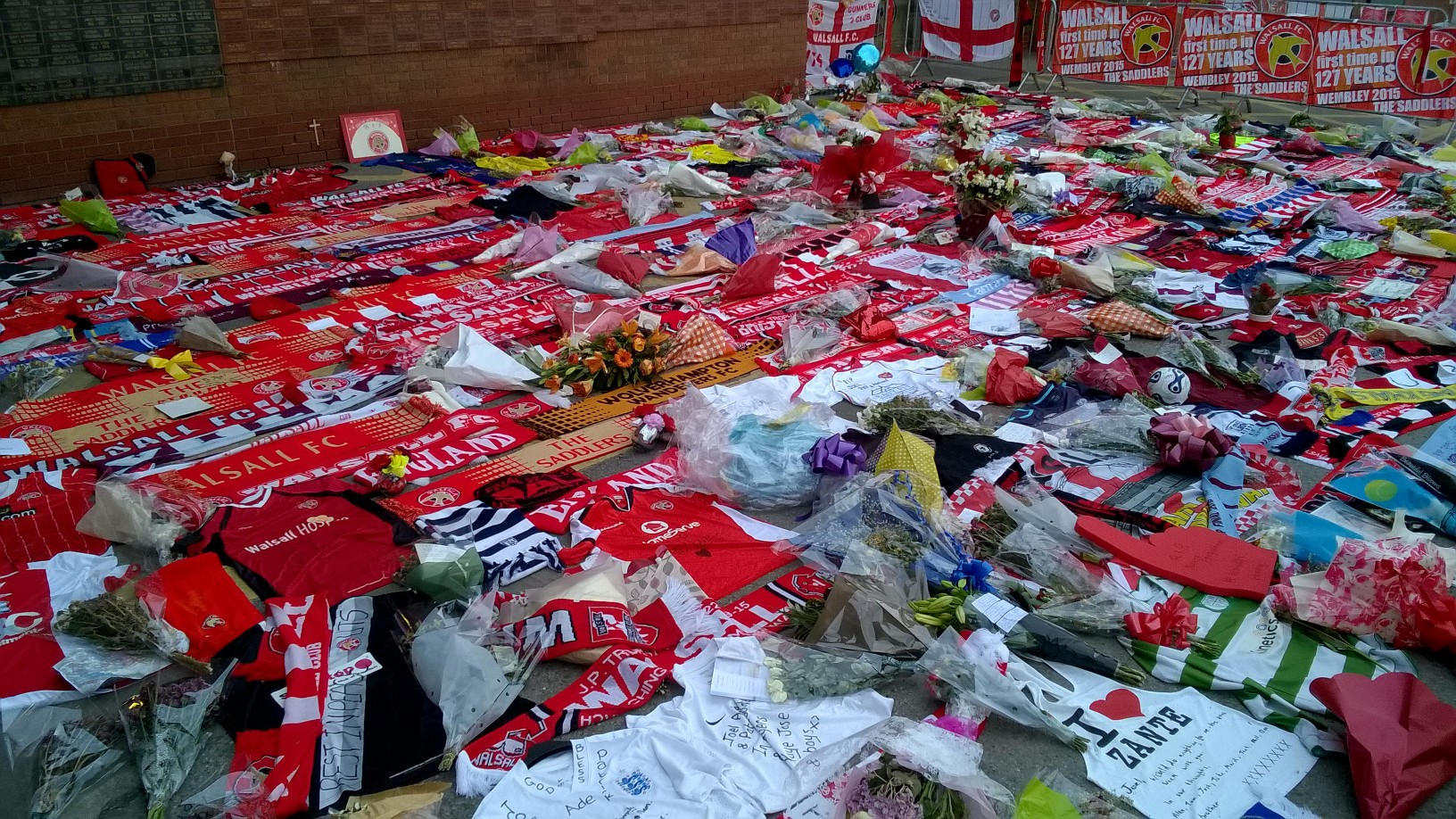
26 iunie: Vinerea neagră: ISIS comite atentate coordonate în Saint-Quentin-Fallavier, Kuwait, Sousse, Kobanî, Al-Hasakah și Leego, rezultând 400 de morți

- 2 iunie: La 5 zile după ce a fost reales președinte al FIFA, elvețianul Sepp Blatter a demisionat ca urmare a scandalului de corupție.
- 12 iunie: Ceremonia de deschidere a primei ediții a Jocurilor Europene, care se desfășoară la Baku, Azerbaidjan. România participă cu 147 sportivi.
- 14 iunie: Inundațiile din capitala Georgiei, Tbilisi, ucid cel puțin nouăsprezece persoane și eliberează în stradă animale din grădinia zoologică.
- 14 iunie: Robotul Philae, aflat pe cometa 67P/Ciuriumov-Gherasimenko de șapte luni, „s-a trezit" din hibernare și a reluat contactul cu Centrul European de Operații Spațiale din Darmstadt, după ce cometa s-a apropiat de soare.[1]
- 16 iunie: Guvernul de la Chișinău și-a prezentat oficial demisia, la patru zile după anunțul public al lui Chiril Gaburici privind retragerea sa din funcția de premier. Prim-ministrul și-a dat demisia a doua zi, după ce a fost audiat de procurori în dosarul legat de diploma sa de studii, care, potrivit expertizei efectuate de Ministerul de Interne, ar fi falsă.
- 17 iunie: Portalul enciclopedic Wikipedia a fost distins cu premiul Prințesa de Asturia pentru Cooperare Internațională la cea de-a XXXV-a ediție, la care au fost prezentate 24 de candidaturi din zece țări.
- 17 iunie: Universitatea din Lisabona a anunțat că o echipă internațională de astronomi a descoperit galaxia cea mai luminoasă și mai strălucitoare din Univers, numită prescurtat CR7.[2]
- 18 iunie: Sfântul Scaun a dat publicității textul oficial al Enciclicei Papei Francisc intitulată Laudato si' prin care atrage atenția că societatea de consum, distrugerea mediului și subjugarea politicii de către economie, sunt factori de distrugere a planetei.
- 18 iunie: Partidul Popular Danez (DF), formațiune de dreapta populistă și ostilă imigrației, a obținut în alegerile parlamentare cel mai bun scor electoral din istoria sa (21,1% din sufragii), devenind pentru prima dată cel mai mare partid din blocul de centru-dreapta.
- 19 iunie: NASA marchează Anul Nou al planetei Marte printr-o serie de evenimente cu caracter științific. Un an marțian durează cât doi ani tereștri.
- 20 iunie: România a devenit membru cu drepturi depline al Organizației Europene pentru Cercetare Nucleară (CERN).[3]
- 26 iunie: Vinerea neagră: Cel puțin 37 de persoane, inclusiv numeroși turiști occidentali, au fost ucise, iar alte 20 au fost rănite în atacurile teroriste comise la două hoteluri de pe litoralul tunisian. Atacul a fost revendicat de gruparea extremistă suunită Statul Islamic (SI). Zeci de soldați au fost uciși în Somalia într-un atac comis de islamiști ai milițiilor shebab la o bază a forței Uniunii Africane, deținută de un contingent al armatei burundeze. O persoană a fost decapitată într-un atac terorist comis într-o uzină de produse chimice, situată în apropierea localității franceze Lyon.

## Decese
- 2 iunie: Alberto De Martino, 85 ani, regizor și producător de film, scenarist și actor italian (n. 1929)
- 2 iunie: Irwin Rose, 88 ani, chimist american de origine evreiască, laureat al Premiului Nobel (2004), (n. 1926)
- 3 iunie: Lajos Magyari, 72 ani, senator român (1992-1996) de etnie maghiară (n. 1942)
- 4 iunie: Bengt Berndtsson, 82 ani, fotbalist suedez (n. 1933)
- 4 iunie: Ioan Gheorghe Mihețiu, 68 ani, senator român (2004-2008), (n. 1946)
- 6 iunie: Pierre Brice (n. Pierre Louis le Bris), 86 ani, actor francez (Winnetou, Dacii), (n. 1929)
- 6 iunie: Serghei Șarikov, 41 ani, scrimer rus (n. 1974)
- 6 iunie: Ludvík Vaculík, 88 ani, jurnalist ceh (n. 1926)
- 7 iunie: Christopher Lee (Christopher Frank Carandini Lee), 93 ani, actor britanic (Războiul stelelor), (n. 1922)
- 7 iunie: Igor Rosohovatski, 85 ani, scriitor ucrainean de literatură SF (n. 1929)
- 8 iunie: Florin Buruiană, 77 ani, senator român (1992-1996), (n. 1937)
- 8 iunie: Eugenia Davitașvili (aka Juna), 65 ani, vindecătoare din Rusia, astrolog și președinte al Academiei Internaționale de Științe Alternative (n. 1949)
- 9 iunie: Igor Costin, 78 ani, fotograf din R. Moldova (n. 1936)
- 9 iunie: James Last (n. Hans Last), 86 ani, muzician german (n. 1929)
- 9 iunie: Corneliu Leu, 82 ani, scriitor, dramaturg și regizor român de film (n. 1932)
- 12 iunie: Michael Gallagher, 80 ani, om politic britanic (n. 1934)
- 14 iunie: Luca Pițu, 68 ani, eseist, publicist și profesor român (n. 1947)
- 15 iunie: Bazil Dumitrean, 75 ani, deputat român (1996-2000), (n. 1940)
- 15 iunie: Janna Friske, 40 ani, cântăreață și actriță rusă (n. 1974)
- 15 iunie: Kirk Kerkorian, 98 ani, om de afaceri, investitor și filantrop american de etnie armeană (n. 1917)
- 17 iunie: Süleyman Demirel, 90 ani, al 9-lea președinte al Republicii Turcia (1993-2000), (n. 1924)
- 20 iunie: Vasile Ionel, 88 ani, general român (n. 1927)
- 20 iunie: Angelo Niculescu, 93 ani, fotbalist și antrenor român (n. 1921)
- 21 iunie: Bogdan George Nicula, 35 ani, balerin român (n. 1979)
- 22 iunie: Laura Antonelli, 73 ani, actriță italiană (n. 1941)
- 22 iunie: Constantin Cernăianu, 83 ani, fotbalist și antrenor român (n.1933)
- 22 iunie: James Ray Horner, 61 ani, compozitor american de muzică de film (n. 1953)
- 25 iunie: Ioan Chindriș, 77 ani, istoric român (n. 1938)
- 25 iunie: Patrick McNee, 93 ani, actor britanic de film (n. 1922)
- 25 iunie: Alejandro Romay, 88 ani, om de afaceri și mogul mass-media argentinian (n. 1927)
- 26 iunie: Evgheni Primakov, 85 ani, om politic rus, prim-ministru al Rusiei (1998-1999), (n. 1929)
- 28 iunie: Chris Squire (n. Christopher Russell Edward Squire), 67 ani, muzician britanic (Yes), (n. 1948)
- 29 iunie: Josef Masopust, 84 ani, fotbalist ceh (n. 1931)
- 29 iunie: Charles Pasqua, 88 ani, om politic francez (n. 1927)
- 29 iunie: Ionel Solomon, 86 ani, fizician francez de etnie română, membru al Academiei Franceze de Știință (n. 1929)
- 30 iunie: Ludovic Bács, 85 ani, dirijor și compozitor român de etnie maghiară (n. 1930)